# Йоан Славич
Йоан Славич (Іоан Славич, Йон Славич; рум. Ioan Slavici; 18 січня 1848 — 17 серпня 1925) — румунський прозаїк, журналіст і антисеміт.

## Біографія
Народився 18 лютого 1848 року у трансильванському селі Ширія, яке входило до складу Австро-Угорської імперії. Закінчив гімназію у Тімішоарі. У 1868 році поїхав у Будапешт для продовження навчання, але, не маючи коштів, змушений був повернутися додому, де він найнявся на роботу до нотаріуса. У 1871 році поїхав на навчання до Відня, де познайомився з Емінеску, котрий допоміг йому зробити перші кроки у літературі (комедія «Дочка сільського старости», 1871 і кілька літературних казок). У 1872 році знову через брак коштів перервав навчання. У листопаді 1874 року переїхав у Ясси, а звідти через два роки — у Бухарест. З 1874 по 1881 рік написав кілька оповідань і повістей, які принесли йому популярність (найбільшу: повість «Сільський млин»). Вони вийшли у 1881 році збірником під назвою «Новели з життя народу». На відміну від літературних творів своїх співвітчизників, які писали про минуле, Славич пише про своїх сучасників. Він не приховує поблеми розшарування села, різниці між бідними і багатими. Прагнення збагачення і втрата людської гідності — головне, з його слів, що керує людьми. Він показує реальні конфлікти, які відбуваються у селі, найперше — експлуатацію бідних селян. У 1884 році Славич повертається у Трансильванію, де впродовж шести років керує у місті Сібіу виданням газети «Трибуна». На її сторінках він пропагує у літературі «народний реалізм», тобто правдиве відображення життя, використання народної мови, виступає проти прихильників «латинської школи», котрі вимагали латинізації румунської мови, нехай навіть і спотворивши її. Також Славич виступав за культурне зближення всіх румунів у світі. Він писав, що письменники повинні ставити перед собою високоморальні цілі, передусім приділяти увагу життю народу, його потребам і наболілим питанням. Через свої переконання і висловлювання Славич неодноразово вступав у конфлікт з владою Австро-Угорщини, а у 1888 році був засуджений на річне тюремне заслання.
У 1890 році Славич повертається у Бухарест і висловлювлюється проти об'єднання Трансильванії і Румунії. Кажучи про розпусту моралі у Румунії, продовжував виступати за культурне зближення. У 1894 році почав редагувати журнал «Ватра», спільно з Кошбуком і Караджале. З 1890 по 1907 рік написав низку романів, кращим з них вважається «Мара» (1906, окремі частини опубліковано з 1894 року). У романі показано життя невеликого трансильванського містечка, у ньому мирно живуть разом румуни, угорці та німці. Ринкова торговка Мара, лишившись вдовою, багато працює заради своїх дітей, але насправді вона вже піддалася пристрасті до збагачення. Цілеспрямованою зростає її дочка, яка жертвує всім не заради грошей, а заради любові. У «Марі» Славич також дуже точно передав своєрідний провинційний побут Трансильванії тих років.
У 1907 році Славич підтримав селянське повстання. У 1909 р. співпрацює з пронімецькою пресою. А у період Першої світової війни, висловлювався за союз з Німеччиною і Австро-Угорщиною, що суперечило політиці Румунії, яка вступила у війну у 1916 році на боці Антанти. Після окупації Румунії співпрацював з окупаційною владою. У 1919 році за свою коллабораційну діяльність отримав новий строк ув’язнення. У тюрмі зблизився з соціалістами, після визволення співпрацював з соціалістичною пресою. Також після визволення написав публіцистичні книги: «Мої тюрми» (1921), «Згадки» (1924) і «Світ, у котрім я прожив» (останні два томи вийшли уже після смерті Славича у 1929 і 1930 роках); історичну драму «Гаспар Граціані» і кілька романів. 17 серпня 1925 року у місті Панчу Славич помер.

### Комедії
- Fata de birău (1871)
- Toane sau Vorbe de clacă (1875)
- Polipul unchiului (1875)

### Історичні драми
- Bogdan Vodă (1876)
- Gaspar Graziani (1888)

### Повісті
- Zâna Zorilor
- Florița din codru
- Doi feți cu stea în frunte
- Păcală în satul lui
- Spaima zmeilor
- Rodul tainic
- Ileana cea șireată
- Ioanea mamei
- Petrea prostul
- Limir-Împărat
- Băiet sărac
- Împăratul șerpilor
- Doi frați buni
- Băiat sărac și horopsit
- Nărodul curții
- Negru împărat
- Peștele pe brazdă
- Stan Bolovan
- Boierul și Păcală

### Оповідання
- Popa Tanda (1873)
- Scormon (1875)
- La crucea din sat (1876)
- Crucile roșii (1876)
- O viață pierdută (1876)
- Gura satului (1878)
- Budulea Taichii (1880)
- Moara cu noroc (1880)
- Pădureanca (1884)
- Comoara (1896)
- Vatra părăsită (1900)
- La răscruci (1906)
- Pascal, săracul (1920)

### Романи
- Mara (1894)
- Din bătrâni (1902)
- Din bătrâni. Manea (1905)
- Corbei (1906)
- Din două lumi (1920)
- Cel din urmă armaș (1923)
- Din păcat în păcat (1924)

### Мемуари
- Fapta omenească. Scrisori adresate unui tânăr (1888—1889)
- Serbarea de la Putna (1903)
- Închisorile mele (1920)
- Amintiri (1924)
- Lumea prin care am trecut (1924)

### Екранизації творів
- La 'Moara cu noroc' (1957) по повісті «Щасливий млин» (номінація на Золоту пальмову гілку Каннського кінофестивалю)
- Dincolo de pod (1977) по роману «Мара»
- Pădureanca (1987) по одноимённому розповіді
- Orizont (2015) по повісті «Щасливий млин»

Українською мовою:
- Славіч, Й. — Щасливий млин. Скарб — К: Дніпро, 1972, 192 с.
- Славич Й. Мара: роман / пер. з рум. Ельвіри Кілару ; за ред. Галини Малик. — К. : Знання, 2017. — 255 с. — (Серія "Голоси Європи").